# Bagnizeau
Bagnizeau település Franciaországban, Charente-Maritime megyében. Lakosainak száma 179 fő (2022. január 1.). Bagnizeau Blanzac-lès-Matha, La Brousse, Gibourne, Matha és Les Touches-de-Périgny községekkel határos.

## Népesség
A település népességének változása:
| Lakosok száma | 186  | 166  | 160  | 192  | 192  | 198  | 207  | 209  | 199  | 179  |
|               | 1968 | 1982 | 1990 | 2006 | 2013 | 2015 | 2017 | 2019 | 2020 | 2022 |